# Museo di geofisica di Rocca di Papa
Il Museo di Geoscienze di Rocca di Papa è un museo sito sulla parte alta della cittadina, nell'ex Osservatorio Geodinamico costruito su progetto di Michele Stefano de Rossi, padre della moderna sismologia, negli anni 1888 - 1889. L'edificio, e in particolare la sua terrazza che, sovrastandolo, domina sui Castelli Romani e su Roma, venne utilizzato da Guglielmo Marconi per i suoi esperimenti sulle trasmissioni radio, negli anni trenta del XX secolo. Il museo è stato inaugurato nei primi Anni 2000.
Da Agosto 2022 il museo e' sotto la direzione del Dott Fawzi DOUMAZ.

## Contenuti e linee guida
Il museo è articolato su due livelli, ognuno dei quali affronta una diversa tematica, ricollegandosi sempre alle scienze della Terra; gli argomenti trattati variano dalla geofisica alla vulcanologia, passando per la sismologia fino alle scienze della Terra, con una sezione dedicata allo sviluppo geologico delle terre che costituiscono l'antico cono vulcanico del Vulcano Laziale.

## Strumentazioni
Il museo conserva strumentazioni di diverso genere, antiche e moderne, e particolare spazio viene concesso alla simulazione degli effetti dei terremoti e all'evoluzione storica del sismografo. Proprio a questo scopo, è in funzione nel museo, che è anche sede dell'INGV, un sismografo moderno, che registra incessantemente l'attività sismica del territorio, segnalato nelle mappe della rete sismografica dal codice RDP. Per quanto concerne l'istruzione dei bambini e dei ragazzi, largo spazio viene concesso agli esperimenti, attraverso i quali i più piccoli possono apprendere le dinamiche e i fenomeni più importanti della sismologia e delle scienze terrestri.
Una sala, dedicata agli studi sismologici e a Michele Stefano De Rossi, è allestita con le strumentazioni che questi installò nel suo villino rocchigiano, e che furono fondamentali nello studio degli effetti del movimento terrestre nelle zone sismiche.